# Som Tam

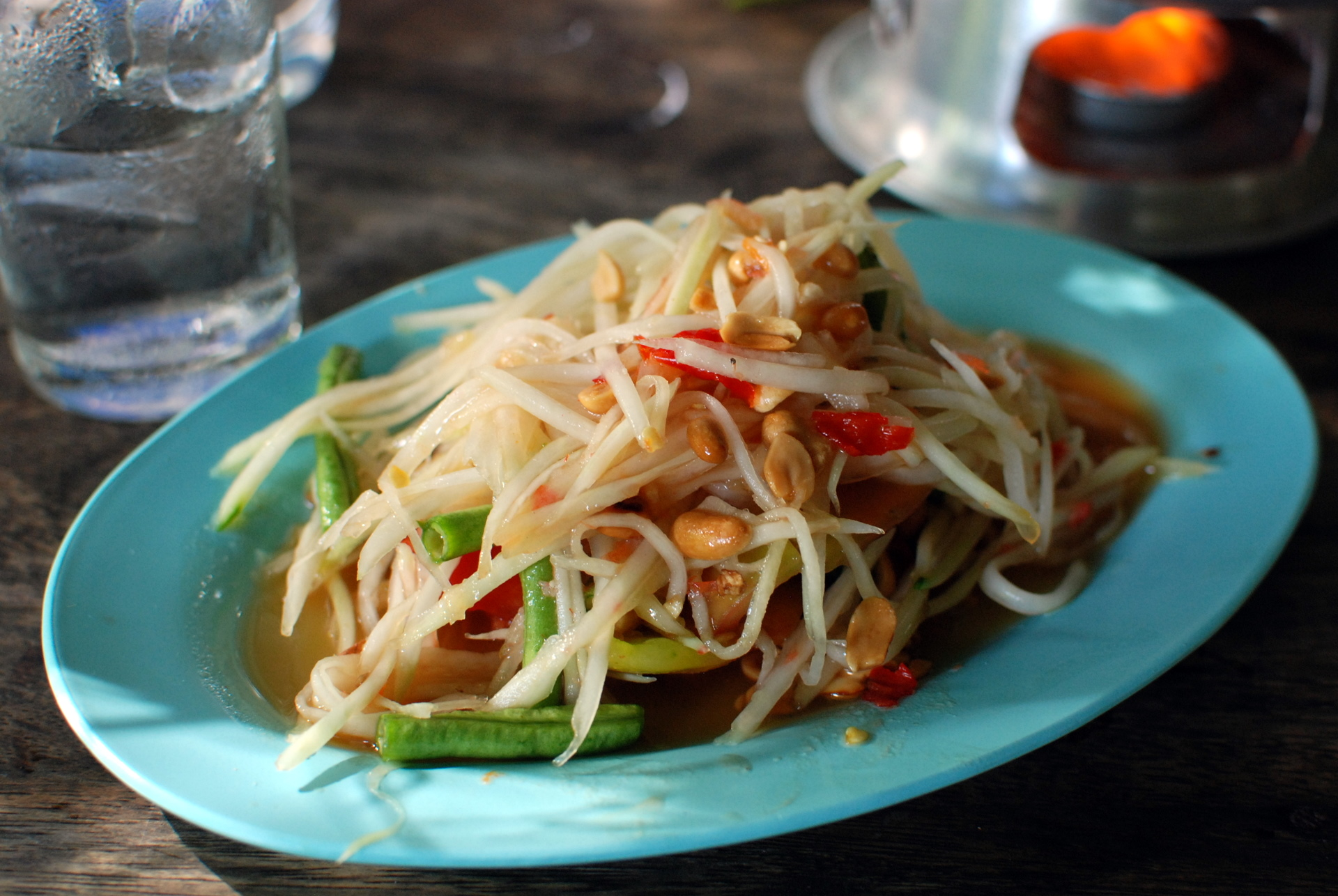
Ein Teller Som Tam

Som Tam (Thai: ส้มตำ) ist ein scharf gewürzter Salat, der hauptsächlich aus gestampfter Papaya besteht. Es ist eine ursprünglich laotische Speise, die auch in Thailand, dort vor allem im Isan üblich ist. 
Som (ส้ม) heißt sauer und tam (ตำ) bedeutet stampfen, zerstoßen. Andere Schreibweisen sind som tum, som dtam, som dtum oder papaya pok pok (Lautmalerei für das Geräusch des Stößels), tam som oder in Laos und im Isan tam mak hung (Thai: ตำหมากหุ่ง, Lao: ຕຳໝາກຮຸ່ງ), dabei bedeutet mak hung Papaya.

## Zutaten und Zubereitung
Der Hauptbestandteil ist unreife Papayafrucht, die mit einer Raspel in julienne-ähnliche feine Streifen geschnitten wird. Zusammen mit Chili, Knoblauch und Limette werden diese mit einem hölzernen Stößel in einem speziellen Tonmörser gestampft. Anschließend werden Palmzucker, Fischsoße wie Padaek (laotisch: ປາແດກ), Pla Raa (ปลาร้า) oder getrocknete Garnelen beigemengt. Teilweise werden auch Spargelbohnen (ถั่วฝักยาว), Tomaten und geröstete ungesalzene Erdnüsse hinzugefügt. Manchmal wird das Gericht auch mit rohem Spinat, Goabohnen oder Kohl zubereitet. Oft wird es auch gemeinsam mit Ping kai (in Thai: Gai yang, ไก่ย่าง  – gegrilltes Hühnerfleisch) serviert. Das Gericht wird bei Zimmertemperatur verzehrt. 
In Laos und im Isaan ist das Gericht gewöhnlich noch schärfer, salziger und saurer als in Zentralthailand. Som Tam Lao (auch Som Tam Phu, ส้มตำปู) ist der Name der laotischen Zubereitungsart: es enthält fermentierte Krabben (ปูดอง in Thai), während Som Tam Thai (ส้มตำไทย) mit kleinen getrockneten Garnelen zubereitet wird.

## Belege
1. ↑  Bhumichitr, Vatcharin:  The Taste of Thailand. London 1994, S. 143.
2. ↑  Silke Mertins: Der Ethnologe Marin Trenk erforscht Essen – auch extremes. Ein Gespräch über die Fünf-Penis-Suppe, vergammelte Fischsoße, die Funktion von religiösen Speisetabus und den faschistoiden Sonntagsbraten. In: taz.die tageszeitung. 18. Februar 2018, S. 26.